# Организация партизан-фидаинов иранского народа
Организация партизан-фидаинов иранского народа (ОПФИН) или  Федаин-э Халк (перс. سازمان چريکهای فدايي خلق ايران‎) — иранская леворадикальная революционная организация городских партизан, появившаяся в 1963 году (официально — в апреле 1971 года). Вела вооружённую борьбу против шахского режима и сменившего его в ходе исламской революции режима аятолл. Руководитель — Хассан Зия-Зарифи.
Федаин-э Халк была марксистско-ленинской городской партизанской группой, возникшей из студенческого движения и городской интеллигенции среднего класса и находившаяся под влиянием латиноамериканского революционного дискурса. Её целью было спровоцировать и в конечном итоге возглавить народное движение против шахской монархии.
ОПФИН начала так называемый партизанский период исламской революции, напав на жандармский пост в Сияхкяле в 1971 году.

## История организации
Была образована посредством объединения двух оппозиционных групп (члены одной ранее были связаны с компартией Туде, другой — с Национальным фронтом Ирана)
В 1979 году из ОПФИН вышли сторонники Ашраф Дехгани, которые начали действовать под названием Иранские народные партизаны-фидаины.
В 1980 году ОПФИН разделилось на большинство и более радикальное меньшинство, каждое из которых сохранило за собой название организации.

### Исторический контекст
Анализ возникновения Федаин-э Халк необходимо рассматривать с учетом национального и международного контекста. Что касается национального контекста, городское партизанское движение, которое основали и возглавили Федаин-э Халк, в целом соответствовало движению иранского народа за национальное самоутверждение, которое первоначально восходит к Конституционной революции 1905–1911 годов. В частности, следует упомянуть два исторических события в отношении причин формирования Федаин-э Халк. Первый – это поражение националистического движения в результате организованного США и Британией государственного переворота в 1953 году, а второй касается возрождения и последующего разгрома демократического движения в 1960–1963 годах. Эти два события повлияли на формирование идейных принципов видных деятелей двух групп-основателей ОПФИН.
Переворот 1953 года положил конец движению за национализацию нефти, возглавляемому популярным премьер-министром Мохаммедом Мосаддыком и его либерально-демократическим альянсом, известным как «Национальный фронт». Свержение Мосаддыка и возвращение в Иран шаха из его краткого «изгнания» в Багдаде и Риме ознаменовали новую эру в политическом и экономическом развитии страны. Благодаря инструментальной роли, которую сыграли военные, политические партии были запрещены, газеты закрыты, а тысячи членов Национального фронта и (просоветской) партии «Туде» были заключены в тюрьму. Подавление как националистической, так и социалистической оппозиции, создание в 1957 году министерства госбезопасности страны (САВАК), консолидация власти в руках шаха и усиление проамериканской ориентации Тегерана определяли политическую жизнь Ирана до 1960 года. Мохаммед Реза Пехлеви стремился модернизировать страну, и его модель представляла собой типичную после Второй мировой войны модель авторитарного экономического развития третьего мира путем заключения союза с Соединенными Штатами и западными странами, которые пользовались международной гегемонией в контексте холодной войны. Такой подход к экономическому развитию восходит к реализации плана Маршалла, который привел к скорейшему восстановлению разрушенной войной Европы. Перед лицом нарождающегося социалистического блока в Восточной Европе и склонности к социализму ряда постколониальных стран Африки и Азии идеи, лежащие в основе плана Маршалла, были использованы в стратегическом плане Запада для создания импульса для быстрого экономического развития в бывших колониях.
Обеспечив себе безоговорочное руководство делами страны, к концу 1950-х годов шах приступил к осуществлению проектов модернизации, которые включали создание необходимой инфраструктуры и соответствующих административных и образовательных учреждений. Так как доходов от нефти не хватало для финансирования амбициозных планов, шах обратился за получением кредитов и займов к Соединенных Штатам и Всемирному банку. Во время администрации Кеннеди, американцы советовали шаху проведение демократических реформ наряду с экономической модернизацией. С этой целью Демократическая партия большинства в США сделала ставку на Али Амини, бывшего посла Ирана в Вашингтоне в 1956–1958 гг., в качестве премьер-министра.
В 1960 году шах позволил двум соперничающим государственным партиям и кандидатам Второго Национального фронта баллотироваться в 20-й меджлис. Нарушения на выборах и увольнение двух подряд выбранных премьер-министров наконец вынудили шаха уступить должность премьер-министра Али Амини. Поддержка Соединенных Штатов воодушевила Амини, и по его просьбе шах распустил 20-й меджлис и изгнал генерала Теймура Бахтияра, первого главу САВАК. Амини вел переговоры со Вторым Национальным фронтом и провел земельную реформу, но из-за его разногласии с шахом по поводу военных расходов был вынужден уйти в отставку в июле 1962 года. Шах изменил и расширил реформы, которые теперь были представлены «Белой революцией шаха и народа», состоявшая в начале из шести пунктов.
Однако, в 1960–1963 годах произошло политическое обновление страны: активизация студенческого движения и Второго Национального фронта дало многим надежду на то, что достижение парламентской демократии в стране возможно достичь и мирными средствами. Между тем земельная реформа шаха и предоставление избирательного права женщинам возмутили традиционные слои общества, группировавшиеся вокруг базара и возглавляемые шиитскими священнослужителями. Шахский режим жестоко подавил восстание религиозной оппозиции в июне 1963 года и изгнал Хомейни из страны . 1963 год ознаменовал вступление Ирана в новую фазу социально-экономической жизни, продолжавшуюся до 1979 года. В этот период государственная модернизация включала экономическое развитие и социальные преобразования наряду с политическими репрессиями.

### Международный контекст
Что касается международного контекста, то партизанское движение в Иране следует понимать в контексте холодной войны; усиление постколониального самоутверждения в Азии и Африке в эпоху после Второй мировой войны; освободительные войны во Вьетнаме, Алжире и Мозамбике (и это лишь некоторые из них) в 1960-х и 1970-х годах; всплеск революционной активности в Латинской Америке в 1960-е годы; и появление к концу 1960-х – началу 1970-х годов воинствующих левых движении на Западе (например, Фракция Красной Армии в Германии, Красные бригады в Италии, Weathermen в Соединенных Штатах). Для воинственных левых национальное самоутверждение равнялось вызову международной гегемонии Соединенных Штатов. В частности, после смерти Че Гевары в Боливии в октябре 1967 года, положившей конец мифу о том, что Кубинская революция может быть дублирована, диссидентские революционные интеллектуалы Латинской Америки попытались утвердить партизанскую войну в городе. Новое поколение боевиков под влиянием бразильского теоретика марксизма-ленинизма Карлуса Маригеллы перешло на городскую партизанскую войну.
Переворот 1953 года и репрессии против оппозиции в 1963 году дали новому поколению активистов историческую мотивацию и убедили их, что «воинственный метод» был единственным методом борьбы с шахским режимом. Фактически, основатели Федаин-э Халк явно прослеживают возникновение партизан до «точки невозврата» в 1963 году, когда вся надежда на мирные и правовые преобразования в направлении парламентской демократии развеялись  . Освободительные войны в целом и городское партизанское движение в Латинской Америке, в частности, дали этому поколению вдохновение, подход и организационные потребности для создания ОПФИН в 1971 году. Примечателен тот факт, что идея вооруженной борьбы первоначально зародилась среди левых активистов Конфедерации иранских студентов-национального союза (CISNU) за рубежом, позже эти идеи достигли активистов в стране.
Группы-основатели ОПФИН в течение 1960-х годов готовились к продолжительной партизанской деятельности в стране. Между тем, в течение 1960-х годов Иран стал свидетелем нескольких воинствующих восстаний и операций в Тегеране, Курдистане и среди племенных народов центрального Ирана; но поскольку эти ранние попытки боевиков не имели активного отношения к растущему диссидентскому студенческому движению в стране, а также находились под постоянным наблюдением и прессингом со стороны сил безопасности САВАК, они длились недолго.

## Формирование ОПФИН
Организация партизан-фидаинов иранского народа (ОПФИН) была основана в апреле 1971 года после переговоров между двумя группами, имевшими разный исторический опыт создания и деятельности. Эти две группы обычно называют по имени их основателей: группа Джазани-Зарифи (или Группа 1) и группа Ахмадзаде-Пуяна-Мофтахи (или Группа 2).

### Группа Джазани-Зарифи
Бижан Джазани присоединился к молодежной организации партии Туде (Sāzmān-e Javānān-e Ḥezb-e Tudeh-ye Iran) в возрасте десяти лет. Его отец, армейский офицер, поддерживавший автономистское движение иранского Азербайджана, бежал в Советский Союз после падения азербайджанского правительства в декабре 1946 года, а Бижана воспитывала его мать и большая семья. Как активист, Джазани был ненадолго арестован после переворота 1953 года и провел год в тюрьме. Находясь в заключении, Бижан разочаровался в партии «Туде». Когда в 1960 году возник Второй национальный фронт, он был дипломированным студентом по общественным наукам Тегеранского университета. Он стал избранным студенческим представителем Второго национального фронта, членом студенческого комитета университета и основателем периодического издания «Пейям-э данешджу». В 1963 году он закончил обучение с отличием.
В марте 1963 года Бижан Джазани, Манучехр Калантари, д-р Хешматоллах Шахрзад и Киумарс Изади основали ядро группы, которая позже превратилась в Группу 1. В "Очерке истории партизанских организаций в Иране",  опубликованном членами ОПФИН, видимо, накануне революции 1978–1979 гг., указана более точная дата создания "ядра группы" — март-апрель 1963 года.
Организационная структура группы включала три отдела, состоявшие из лиц, специально отобранных для трех различных видов деятельности. Входившие в 1-й отдел руководили и направляли открытую (легальную) работу группы, в той числе и сотрудничество с Национальным фронтом. Его возглавил Б. Джазани, поддерживавший в то время связи с НФ и его студенческой организацией. На него же возлагалась ответственность за издание газеты «Пейям-э данешджу» («Вестник студента») — органа «Сазэман-э данешджуян-э джабхе-йе мелли» («Организация студентов Национального Фронта»).
Второй отдел формировался из лиц, не имевших возможности работать легально или не проявивших способностей для членства в 3-м отделе. Обычно в него входили люди, выполнявшие второстепенную работу. 
Фактически вся группа работала на 3-й отдел, занимавшийся подбором особо доверенных людей для создания военизированных ячеек, готовившихся к вооруженной борьбе.
В рамках 3-го отдела были созданы два отряда — городской и сельский (последний именовался в документах горным, поскольку предполагалось развернуть боевые действия в горно-лесистых местностях северных, северо-восточных и северо-западных провинций Ирана). Они использовали прикрытие альпинистских групп для разведки местности. В состав руководства 3-го отдела входили: Б. Джазани, М. Аштияни, А. Сармади, А. Афшар, М. Чупан-заде, М. Калантари, А. Сафаи-Фарахани.
Ряд будущих известных активистов, в том числе Али-Акбар Сафаи-Фарахани, Мохаммад Сафари Аштияни, Азиз Сармади, Ахмад Джалиль Афшар, Мохаммад Чупан-заде, Машуф (Саид) Калантари и Хамид Ашраф были включены в третий отдел. Медленная подготовка группы вынудила Изади покинуть группу в 1965 году.
Хассан Зия-Зарифи был молодым сторонником партии «Туде», который был впервые ненадолго арестован в 1956 году. Он стал студентом юридического факультета Тегеранского университета и лидером студенческой организации Национального фронта в 1960–1963 годах, за это время он был арестован и несколько раз тяжело ранен. Зарифи присоединился к центральному кадровому составу (Kādr-e markazi) Группы 1 в 1965 году и нанял Аббаса Сорхи, бывшего члена подпольного кружка, «Воинов партии Туде» (Razmavaran-e Ḥezb-e Tudeh). Через Сорхи, к группе присоединились Заррар Захедиан и Нассер Агаян (агент САВАК). Самый ранний внутренний анализ группы, позже опубликованный как «Тезисы группы Джазани» (Tez-e goruh-e Jazani), должен был быть написан в середине 1960-х годов.
Группа также составила три полных книги по сельскому хозяйству, а также другие исследования и работы, в том числе «Что должен знать революционер» ("Ānča yak enqelābi bāyad bedānad"), датированный 1969 годом. Автором данной книги указывается А. Сафаи-Фарахани, но приписывается Джазани.
В середине 1960-х, после разногласий с группой Манучер Калантари уехал в Европу и стал ответственным за логистику группы. В 1970-х в Лондоне он опубликовал труды Джазани в своей 19-й серии "Bahman teʾorik". В 1967 году Хешматоллах  Шахрзад также покинул группу из-за опасений по поводу безопасности, которые у него были в связи с сомнительной деятельностью Нассера Агаяна.

## Идеология ОПФИН
Идеологически группа преследовала антиимпериалистическую повестку дня и использовала вооруженную пропаганду для оправдания своей революционной вооруженной борьбы против монархической системы династии Пехлеви и верила в материализм. Они отвергли реформизм и были вдохновлены идеями Мао Цзэдуна, Че Гевары и Режиса Дебре.
Они критиковали «Национальный фронт» и «Движение за свободу Ирана» как «мелкобуржуазные бумажные организации, все еще проповедующие ложную надежду на мирные перемены». Федаин-э Халк изначально критиковали Советский Союз и партию «Туде», однако позже они отказались от этой позиции в результате сотрудничества с социалистическим лагерем.
Бижан Джазани, известный как «интеллектуальный отец» организации, внес свой вклад в развитие ее идеологию, написав серию брошюр, таких как «Борьба с диктатурой шаха», «Что должен знать революционер» и «Как вооруженная борьба превратится в массовую борьбу?». За брошюрами последовали трактаты Масуда Ахмадзаде «Вооруженная борьба: стратегия и тактика» и «Необходимость вооруженной борьбы и отрицание теории выживания» Амира Парвиза Пуяна.